# Лубко Микола Пилипович

Микола Лубко

Мико́ла Пили́пович Лубко́ (20 травня 1946) — український журналіст, краєзнавець. Член Національної спілки журналістів України.

## Біографічні відомості
Народився у містечку Лисянка Київської області, нині селище міського типу Черкаської області. 1964 року закінчив Лисянську середню школу.
1969 року закінчив історичний факультет Ужгородського університету. За направленням поїхав працювати вчителем Лисянської середньої школи. Ще до початку навчання керівник відділу пропаганди райкому партії Іван Васильович Кондратюк запропонував Лубку очолити краєзнавчий музей. На той час його експозиція у приміщенні районної бібліотеки вміщувала портрети героїв Корсунь-Шевченківської битви та експонати у трьох чи чотирьох вітринах (зуби викопних мамонта та акули, монети, грошові купюри різного часу, кілька знарядь праці кам'яної доби). Незважаючи на малу кількість експонатів, музей мав статус районного. Лубко розумів, що для того, щоб музей відповідав цьому статусу, треба братися фактично за його створення і бути як директором, так і охоронцем, науковим і технічним працівником.
Лубко прийняв справи від громадського керівника музею, директора школи Андрія Івановича Цокала, який колись був учителем Миколи Пилиповича. Після розмов з учителями історії Лубку стало ясно: Лисянську історію досконало ніхто не знав, тож треба братися за архівні пошуки. Як згадує Лубко, «разом із О. М. Даценком та І.В. Кондратюком ми збиралися вечорами у кабінеті останнього і працювали над матеріалами з історії Лисянки. Праця у Лисянському музеї, збір краєзнавчого матеріалу дозволили розкрити багатющу історію давнього козацького міста».
Після шести років роботи в музеї, у середині 1970-х років, Микола Пилипович Лубко залишив Лисянку.
Нині живе і працює у Полтаві. Заступник редактора обласної газети «Вісті».
1998 року видав книгу «Знаменитий і многолюдний град», в якій досліджує історію Лисянки. 5 вересня 1998 року під час проведення Всеукраїнської науково-практичної конференції «Історія Лисянщини та розвиток краєзнавства в краї» у Лисянці відбулася презентація книги Лубка.